# 藤原耕
藤原 耕（ふじわら こう、1989年9月5日 - ）は、日本の打楽器奏者。
横浜市立戸塚高等学校音楽コース、聖進学院音楽科、東京都立総合芸術高等学校音楽科、各非常勤講師。

## 来歴
秋田県秋田市出身。昭和音楽大学卒業、昭和音楽大学大学院修士課程修了。
2011年、第28回日本管打楽器コンクール・パーカッション部門第4位入賞。2010年、第13回長江杯国際音楽コンクール打楽器部門大学生の部第1位。